# ابتویلر
ابتویلر (به آلمانی: Abtweiler) یک شهر در آلمان است.